# NGC 3775
NGC 3775 é uma galáxia espiral (S0-a) localizada na direcção da constelação de Crater. Possui uma declinação de -10° 38' 17" e uma ascensão recta de 11 horas, 38 minutos e 26,7 segundos.
A galáxia NGC 3775 foi descoberta em 1880.